# Sloní maso

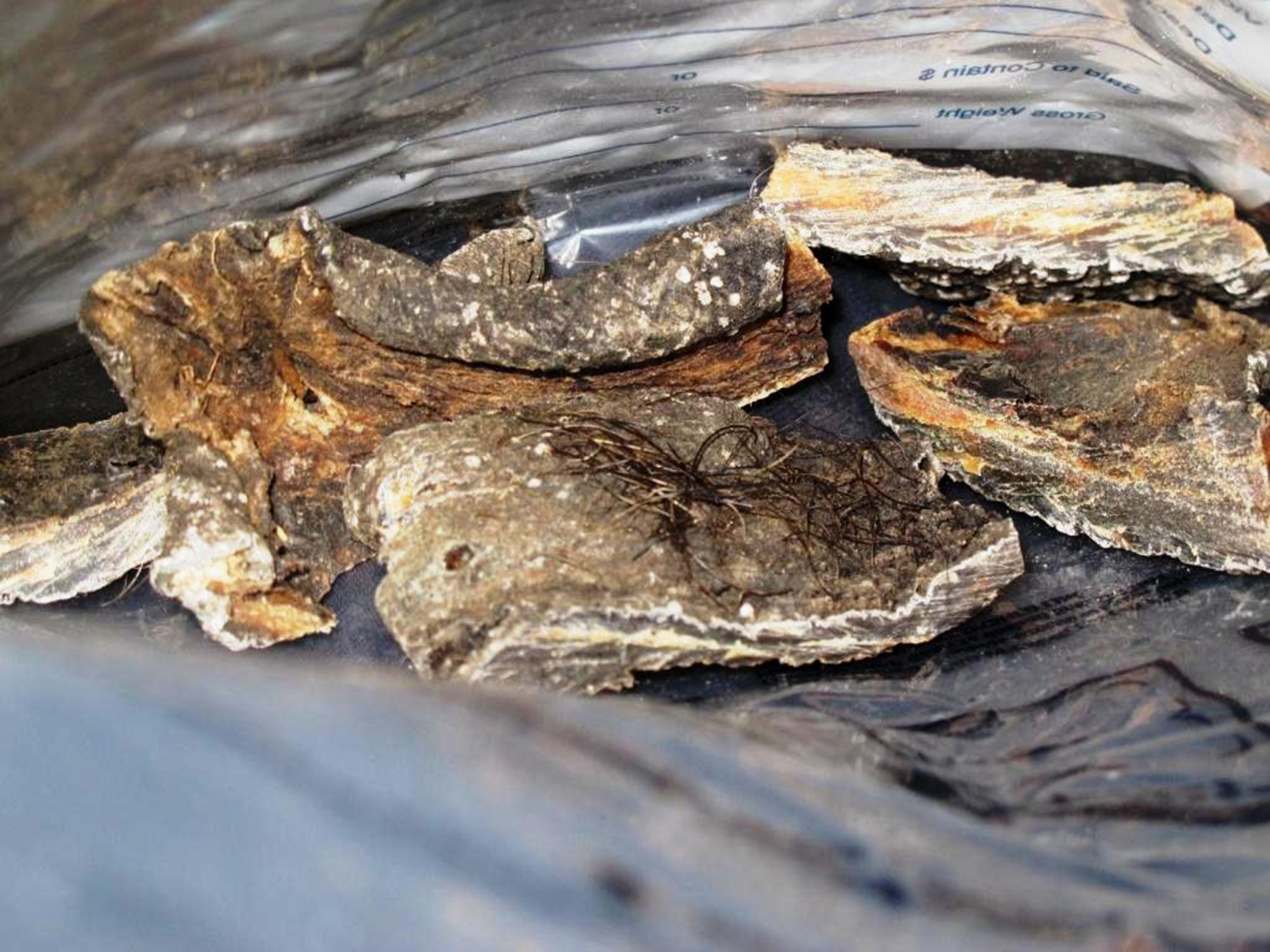
Sloní maso zabavené americkými celníky na mezinárodním letišti v Los Angeles

Sloní maso je maso pocházející ze slonů. Slonovití byli pro své maso loveni již od pravěku, přičemž tradiční lov slonů historicky praktikují některé moderní africké skupiny lovců a sběračů. Sloní maso se také v některých částech Afriky hojně nelegálně prodává jako maso z buše, což vyvolalo obavy, že poptávka po mase z buše povede k dalšímu pytláctví.

## Charakteristika
Těla slonů mají relativně vysoký obsah tuku, přičemž jednou z částí, kde je tuku uloženo nejvíce, jsou polštářky na tlapách. Dlouhé kosti slonů postrádají významné dutiny pro kostní dřeň. Sloní maso je dle historických záznamů popisováno jako chutné (i když údajně tuhé, když se připravuje na ohni), přičemž maso mladých jedinců bylo údajně některými africkými skupinami lovců a sběračů považováno za chutnější než maso dospělých jedinců.

## Pravěk
Sloní maso je hominidy konzumováno již více než milion let. Jedním z nejstarších lokalit, kde byly nalezeny stopy po předpokládané porážce slonů, je lokalita Dmanisi v Gruzii, kde se na kostech vyhynulého mamuta druhu Mammuthus meridionalis, datovaného přibližně do období před 1,8 miliony let, nacházejí na kostech stopy po řezných nástrojích. Další podobné naleziště pochází ze Španělska, a datováno je přibližně do doby před 1,2 miliony let. Další časná lokalita s důkazy o zabíjení slonů pro potravu jsou známa z východní Afriky. Zde byly nalezeny pozůstatky vyhynulého druhu slona Elephas recki. Toto naleziště je datováno do období před 1,6 miliony až 700 tisíci lety. Tato naleziště však nutně nesvědčí o jejich lovu. Nejstarší spolehlivý důkaz o lovu slonů pochází z Lehringenu v Německu, kde byla nalezena kostra druhu Elephas antiquus datovaná do posledního interglaciálu (asi před 125 tisíci lety) se zachovalým dřevěným kopím, které pravděpodobně bylo vyrobeno neandrtálci. Během poslední doby ledové lovili moderní lidé a pravděpodobně i neandrtálci mamuty srstnaté (Mammuthus primigenius), přičemž v Severní Americe byl před svým vyhynutím loven paleoindiány (prvními lidmi, kteří obývali tuto oblast) mamut kolumbuský (Mammuthus columbi). U některých paleolitickch skupin lovců a sběračů (například severoamerická kultura Clovis) se předpokládá, že mamuti tvořili významnou část jejich stravy. Lov mamutů lidmi mohl být rozhodujícím faktorem snížení jejich počtu a následného vyhynutí.

## 19. století

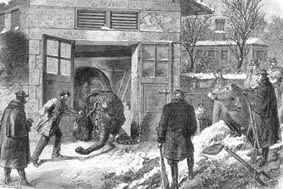
Jeden ze zabitých slonů během obléhání Paříže v roce 1870

O tom, že ochutnal sloní maso se zmiňuje mimo jiné i skotský badatel David Livingstone ve svém dopise lordu Palmerstonovi z roku 1861. Livingstone sloní maso ochutnal během své expedice na Zambezi. V dopise napsal: "Když jsme zabili slona pro potravu, zbytek stáda stál dva dny míli daleko."
Během obléhání Paříže v roce 1870 se kvůli vážnému nedostatku potravy konzumovalo sloní maso. Spolu s dalšími zvířaty byli sloni zabiti v pařížské Jardin des plantes. Tehdy byli zabiti a snědeni sloni jménem Castor a Pollux. Dobové záznamy naznačují, že Pařížanům sloní maso nechutnalo.

## Lov ve 20. a 21. století
V 21. století jsou sloni loveni pro maso zejména v Kamerunu, Středoafrické republice, Konžské republice a v Konžské demokratické republice. Maso je z ulovených slonů někdy získáváno i v případě, kdy jsou sloni upytlačeni pro slonovinu. V takových případech je maso prodáno nebo zkonzumováno pytláky. V roce 2007 odborníci na divokou zvěř vyjádřili obavy, že hlavní hrozbou pro slony se může stát spíše poptávka po jejich mase než samotný obchod se slonovinou. Organizace jako WWF a TRAFFIC vedou kampaně za snížení úrovně spotřeby sloního masa, protože to spolu s obchodem se slonovinou vede k tomu, že je denně usmrceno až 55 slonů.

### Lov slonů africkými lovci a sběrači
Slona pralesního (Loxodonta cyclotis) loví různé skupiny lovců a sběračů v povodí Konga, včetně pygmejů kmene Mbuti a dalších. Není známo, jak dlouho se aktivní lov slonů v této oblasti praktikuje. Je možné, že lov začal až jako reakce na poptávku po slonovině v 19. století, ale mohl začít i dříve. Sloni se tradičně loví pomocí oštěpů, kterými jsou sloni obvykle bodáni do podbřišku (v případě kmene Mbuti) nebo do kolen. Oba způsoby spolehlivě slouží ke znehybnění zvířete. Antropolog Mitsuo Ichikawa pozoroval lov slonů pygmeji kmene Mbuti při terénním výzkumu v 70. a 80. letech 20. století, kdy lovci používali oštěpy s kovovými hroty (ačkoli dřívější zprávy naznačují, že předtím používali čistě dřevěné oštěpy, které mohly být méně účinné při prorážení sloní kůže). Lov slonů u Mbuti zahrnoval malé i velké lovecké skupiny, které vedl alespoň jeden zkušený lovec zvaný mtuma. Před zahájením lovu byly komunitou vykonány příslušné rituály zahrnující zpěv a tanec na podporu úspěchu lovu. Tito lovci často odcházeli do lesa bez jídla, živili se divokým medem a zeleninou a natírali se bahnem, sloním trusem a dřevěným uhlím vyrobeným z určitých rostlin, aby před slony zamaskovali svůj pach. Jakmile byly nalezeny stopy slona, byl pečlivě sledován, než se k němu přiblížili z návětrné strany a bodli ho. Od prvního bodnutí uplynula obvykle doba několika hodin až několik dnů, než slon zemřel. Mnoho lovů selhalo, když lovecká skupina byla odhalena slony dříve, než se jim podařilo ke slonům přiblížit a sloni utekli. Terénní výzkum Ichikawy také zjistil, že pouze jeden ze šesti loveckých pokusů byl úspěšný. To znamená, že i přes velké množství masa, které každý ulovený slon poskytl, neposkytoval lov slona pro Mbuti spolehlivý zdroj potravy, a ti se spoléhali především na lov menších zvířat. Pokud byl lov úspěšný, lovci se po smrti zvířete vrátili domů a následně celá komunita se vrátila k mrtvému slonovi, aby jej naporcovala. Maso bylo mezi komunitu rozděleno rovným dílem, s výjimkou několika částí těla, které byly vyhrazeny pro určité členy komunity, přičemž hostina na ostatcích zvířete trvala několik dní. Lov slonů byl nebezpečnou činností, která mohla vést až ke smrti lovce.
V 21. století se sloni stále loví u kmene Baka v Kongu. Většina lovců stále nosí pouze oštěpy, zatímco vedoucí lovec nosí brokovnici poskytnutou místními farmáři nebo obchodníky. Skupina se vydává hledat sloní stopy (lovci dokáží rozlišit nové od starých). Hledá také med, který během výpravy slouží jako potrava. Jakmile je slon nalezen, lovci si poblíž postaví provizorní tábor a čekají na soumrak. Poté se vedoucí lovec, obvykle sám, ale někdy i s malým počtem dalších lovců, přiblíží ke slonovi a pokusí se ho střelit do srdce, nebo méně často do hlavy, přičemž se nachází po straně a za zvířetem. Pokud je slon zabit, skupina oslavuje návrat vedoucího lovce. Následujícího rána je tábor přemístěn ke slonovi a jsou postaveny stojany na uzení jeho masa, načež se na místo dostaví i zbytek komunity, aby se zúčastnil hostiny. Je zvykem, že lovec, který úspěšně zabil slona, spolu se svými příbuznými (kromě prarodičů a strýců z matčiny strany) nesmí jeho maso konzumovat a lovec a jeho příbuzní se hostiny neúčastní.
V Zambii byly hlášeny případy lovců a sběračů, kteří lovili slony pomocí otrávených oštěpů. Je například popsáno, jak jeden člen z lovecké skupiny vylezl na vrchol stromu, který se skláněl nad hojně používanou sloní stezkou, a ostatní členové kmene pak hnali slony k tomuto stromu. Následně se čekající lovec pokusil pomocí kopí bodnout slona mezi lopatky.
Některé skupiny lovců a sběračů v Namibii a Kongu údajně dříve lovily slony pomocí velkých pastí. Údajně i lidé !Kung v jižní Africe lovily slony tak, že je před probodnutím obklopili ohněm, přičemž neověřené zprávy naznačují, že mohli lovit slony také pomocí otrávených šípů.

## Poptávka po sloním masu
Podle proběhlého výzkumu je ve čtyřech středoafrických zemích poptávka po sloním mase vyšší než je nabídka. Ve městech je sloní maso považováno za prestižní surovinu, a proto je jeho cena vyšší než cena většiny ostatních druhů mas. To motivuje pytláky k lovu slonů pro jejich maso i slonovinu. Místní poptávka po sloním masu je zajišťována i díky výstavbě lesních cest, které usnadňují přístup z oblastí, které byly kdysi příliš odlehlé, do míst, kde lze sloní maso prodat.
Sloni lesní obvykle váží kolem 2300 až 2700 kg. Zatímco slonovina se v roce 2007 prodávala za zhruba 180 dolarů, za maso (o váze přibližně 450 kg) mohl pytlák obdržet až 6000 dolarů. V té době byl průměrný denní výdělek lidí žijících v povodí Konga přibližně 1 dolar.
V roce 2007 se sloní maso na trzích v Bangui ve Středoafrické republice prodávalo za 12 dolarů za kilogram. Ve stejnou dobu mohli pytláci prodávat slonovinu za 30 dolarů za kilogram. Maso se přepravovalo a prodávalo přes hranice Středoafrické republiky a Konžské demokratické republiky. Přestože je podle mezinárodního práva tento obchod nelegální, vlády obou zemí z těchto transakcí vybíraly daně.
V roce 2012 vyjádřili úředníci pro ochranu divoké zvěře v Thajsku obavy, že nová chuť na konzumaci sloního masa by mohla ohrozit jejich přežití. Na problém byli upozornění poté, co zjistili, že v národním parku byli poraženi dva sloni. Generální ředitel thajské agentury pro ochranu divoké zvěře uvedl, že část masa byla zkonzumována syrová.

## Kulturní a náboženské praktiky
Ásámská písma předepisují různá masa, včetně sloního, pro zotavení z nemoci a udržení dobrého zdraví. Buddhistickým mnichům je však zakázáno sloní maso jíst. Hinduisté se také přísně vyhýbají jakémukoli kontaktu se sloním masem kvůli důležitosti boha Ganéši, který je mezi hinduisty široce uctíván.
Kalika Purana rozlišuje bali (oběť) a mahabali (velká oběť) pro rituální zabíjení koz, respektive slona, ačkoli odkaz na lidi v šaktijské teologii je symbolický a v moderní době se provádí na figurínách.
Sloní maso je také zakázáno židovskými zákony o stravování, protože sloni nemají paznehty a nejsou to přežvýkavci. Někteří učenci islámských zákonů o stravování rozhodli, že muslimům je zakázáno jíst slona, protože sloni spadají do zakázané kategorie tesáků nebo dravých zvířat.